# 2009年のNASCARスプリントカップ・シリーズ

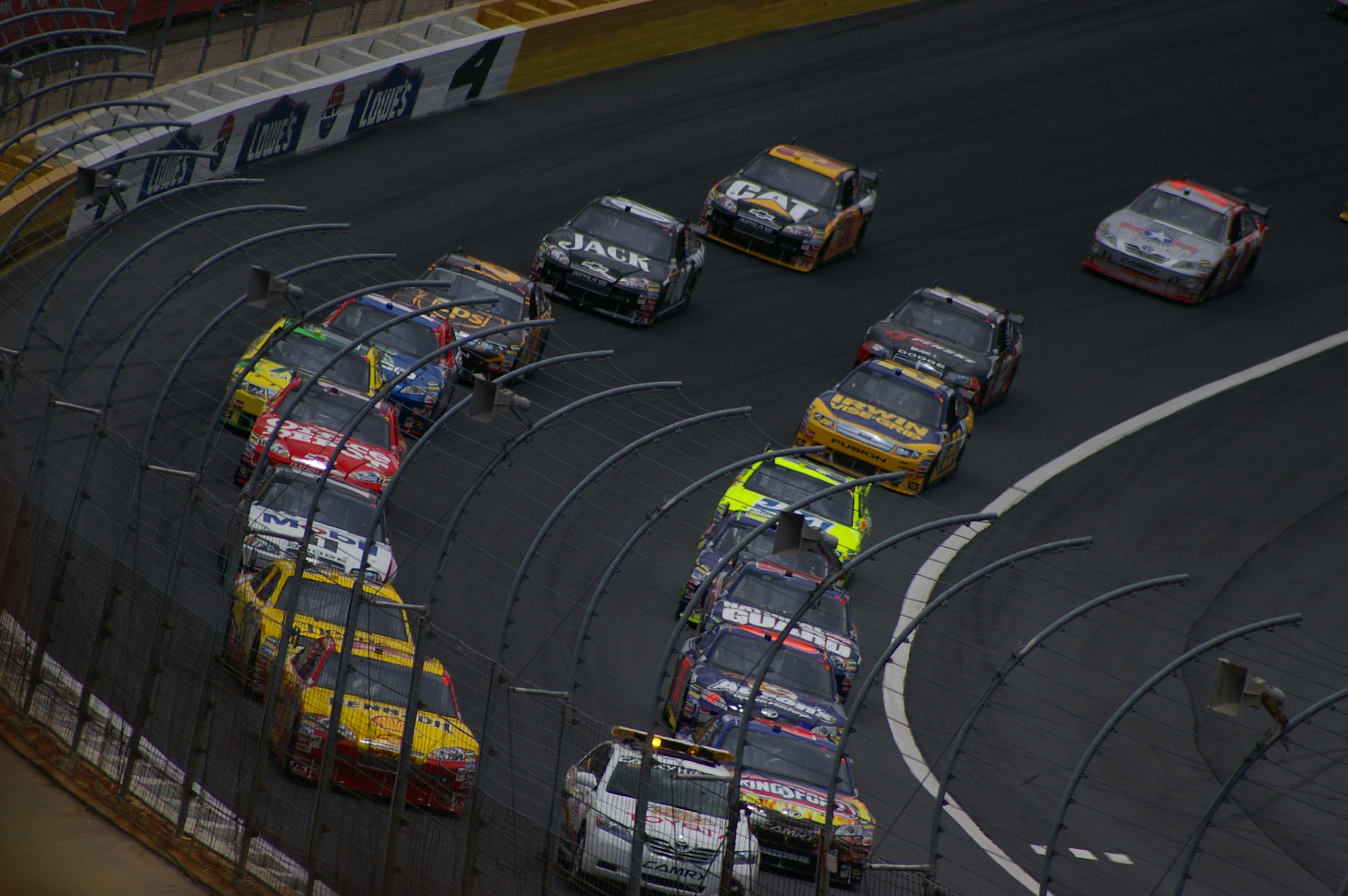
2009年のシャーロット戦、コカ・コーラ600

2009年のNASCARスプリントカップ・シリーズは、アメリカ合衆国におけるストックカー・レースの61年目のシーズンとなる。フロリダ州デイトナ・ビーチのデイトナ・インターナショナル・スピードウェイにおけるノンタイトル戦のバドワイザー・シュートアウトから始まった。シリーズタイトルは第3戦のデイトナ500から争われ、チェイスフォーザカップは9月20日のニューハンプシャー・モーター・スピードウェイにおけるシルバニア300から争われた。シリーズはフロリダ州ホームステッドのホームステッド＝マイアミ・スピードウェイにおける最終戦、フォード400で締めくくられた。ヘンドリック・モータースポーツのジミー・ジョンソンがタイトルを制し、シリーズ4連覇を達成した。

## 2009年のスケジュール
| 2009年のスプリントカップ・スケジュール   | 2009年のスプリントカップ・スケジュール                              | 2009年のスプリントカップ・スケジュール | 2009年のスプリントカップ・スケジュール         | 2009年のスプリントカップ・スケジュール | 2009年のスプリントカップ・スケジュール | 2009年のスプリントカップ・スケジュール | 2009年のスプリントカップ・スケジュール                 |
| 開催日                                   | レース                                                              | 距離 | 開催地                                         | テレビ                                 | ラジオ1                                | 時刻 (US ET*)                          | 優勝者                                                 |
| ---------------------------------------- | ------------------------------------------------------------------- | --- | ---------------------------------------------- | -------------------------------------- | -------------------------------------- | -------------------------------------- | ------------------------------------------------------ |
| 2/7                                      | バドワイザー・シュートアウト ♣ ¶                                    | Segment 1: 25 Laps; 62.5マイル (100.6 km); Segment 2: 50 Laps; 125マイル (201 km) | デイトナ・インターナショナル・スピードウェイ   | Fox                                    | MRN                                    | 8 PM                                   | ケヴィン・ハーヴィック                                 |
| 2/12                                     | ゲータレード・デュエル ¶ ♥                                          | Two races; each 60 Laps 150マイル (240 km) | デイトナ・インターナショナル・スピードウェイ   | Speed TV                               | MRN                                    | 12 noon                                | ジェフ・ゴードン; カイル・ブッシュ                     |
| 2/15                                     | デイトナ500 ♣                                                       | 152 Laps 380マイル (610 km)（雨のため短縮） | デイトナ・インターナショナル・スピードウェイ   | Fox                                    | MRN                                    | 2:32 PM                                | マット・ケンゼス                                       |
| 2/22                                     | オートクラブ500                                                     | 250 Laps 500マイル (800 km) | オートクラブ・スピードウェイ                   | Fox                                    | MRN                                    | 4:10 PM                                | マット・ケンゼス                                       |
| 3/1                                      | シェルビー427                                                       | 285 Laps 427.5マイル (688.0 km) | ラスベガス・モーター・スピードウェイ           | Fox                                    | PRN                                    | 3:30 PM                                | カイル・ブッシュ                                       |
| 3/8                                      | コバルト・ツールズ500                                               | 331 laps 509.74マイル (820.35 km)（グリーン・ホワイト・チェッカーのため延長） | アトランタ・モーター・スピードウェイ           | Fox                                    | PRN                                    | 5:31 PM                                | カート・ブッシュ                                       |
| 3/22                                     | フード・シティ500                                                   | 503 Laps 268.1マイル (431.5 km)（グリーン・ホワイト・チェッカーのため延長） | ブリストル・モーター・スピードウェイ           | Fox                                    | PRN                                    | 8:23 PM                                | カイル・ブッシュ                                       |
| 3/29                                     | グーディズ・ファーストペイン・レリーフ500                           | 500 Laps 263マイル (423 km) | マーティンズビル・スピードウェイ               | Fox                                    | MRN                                    | 1:30 PM                                | ジミー・ジョンソン                                     |
| 4/5                                      | サムスン500                                                         | 334 Laps 501マイル (806 km) | テキサス・モーター・スピードウェイ             | Fox                                    | PRN                                    | 1:30 PM                                | ジェフ・ゴードン                                       |
| 4/18                                     | サブウェイ・フレッシュフィット500 ♣                                 | 312 Laps 500キロメートル (310 mi) | フェニックス・インターナショナル・レースウェイ | Fox                                    | MRN                                    | 8 PM                                   | マーク・マーティン                                     |
| 4/26                                     | アーロンズ499                                                       | 188 Laps 500.8マイル (806.0 km) | タラデガ・スーパースピードウェイ               | Fox                                    | MRN                                    | 1 PM                                   | ブラッド・ケセロウスキー                               |
| 5/2                                      | クラウン・ロイヤル400 ♣                                             | 400 Laps 300マイル (480 km) | リッチモンド・インターナショナル・レースウェイ | Fox                                    | MRN                                    | 7 PM                                   | カイル・ブッシュ                                       |
| 5/9                                      | サウザン500 ♣                                                       | 367 Laps 501.322マイル (806.800 km) | ダーリントン・レースウェイ                     | Fox                                    | MRN                                    | 7 PM                                   | マーク・マーティン                                     |
| 5/16                                     | NASCARスプリント・シュートアウト・アンド・オールスターレースXXV ¶ ♣ | Shootout: Two 20 Lap 30マイル (48 km) segments; All-Star Race: Four segments: 50 laps 75マイル (121 km) with mandatory 4- tire pit stop; two 20 laps 30マイル (48 km); final 10 15マイル (24 km) green flag laps. | ロウズ・モーター・スピードウェイ               | Speed Channel                          | MRN                                    | 7 PM                                   | サム・ホーニッシュJr. (Shootout); トニー・スチュワート |
| 5/24§                                    | コカ・コーラ600 ♣                                                   | 227 Laps 341.5マイル (549.6 km)（雨のため短縮） | ロウズ・モーター・スピードウェイ               | Fox                                    | PRN                                    | 3:47 PM (9;45 AM 5/25)                 | デヴィッド・ロイテマン                                 |
| 5/31                                     | オーティズム・スピークス400                                         | 400 Laps 400マイル (640 km) | ドーバー・インターナショナル・スピードウェイ   | Fox                                    | MRN                                    | 1:30 PM                                | ジミー・ジョンソン                                     |
| 6/7                                      | ポコノ500                                                           | 200 Laps 500マイル (800 km) | ポコノ・レースウェイ                           | TNT                                    | MRN                                    | 12:30 PM                               | トニー・スチュワート                                   |
| 6/14                                     | ライフロック400                                                     | 200 Laps 400マイル (640 km) | ミシガン・インターナショナル・スピードウェイ   | TNT                                    | MRN                                    | 12:30 PM                               | マーク・マーティン                                     |
| 6/21                                     | トヨタ/セーブマート350                                              | 113 Laps 360キロメートル (220 mi)（グリーン・ホワイト・チェッカーのため延長） | インフィニオン・レースウェイ                   | TNT                                    | PRN                                    | 1:53 PM                                | ケイシー・ケーン                                       |
| 6/28                                     | レノックス・インダストリアル・ツールズ301                           | 273 Laps 289.389マイル (465.726 km)（雨のため短縮） | ニューハンプシャー・モーター・スピードウェイ   | TNT                                    | PRN                                    | 5:42 PM                                | ジョーイ・ロガーノ                                     |
| 7/4                                      | コークゼロ400 ♣                                                     | 160 Laps 400マイル (640 km) | デイトナ・インターナショナル・スピードウェイ   | TNT                                    | MRN                                    | 6:30 PM                                | トニー・スチュワート                                   |
| 7/11                                     | ライフロック・ドットコム400 ♣                                       | 267 laps 400.5マイル (644.5 km) | シカゴランド・スピードウェイ                   | TNT                                    | MRN                                    | 6:30 PM                                | マーク・マーティン                                     |
| 7/26                                     | オールステート400・アット・ザ・ブリックヤード                       | 160 Laps 400マイル (640 km) | インディアナポリス・モーター・スピードウェイ   | ESPN                                   | IMSRN†                                 | 1 PM                                   | ジミー・ジョンソン                                     |
| 8/2§                                     | スノコ・レッドクロス・ペンシルベニア500                             | 200 Laps 500マイル (800 km) | ポコノ・レースウェイ                           | ESPN                                   | MRN                                    | 1 PM (12 noon 8/3)                     | デニー・ハムリン                                       |
| 8/9§                                     | ヘルーバ・グッド・サワークリームディップス・アット・ザ・グレン      | 90 laps 220.5マイル (354.9 km) | ワトキンズ・グレン・インターナショナル         | ESPN                                   | MRN                                    | 1 PM (12 noon 8/10)                    | トニー・スチュワート                                   |
| 8/16                                     | カーファックス400                                                   | 200 Laps 400マイル (640 km) | ミシガン・インターナショナル・スピードウェイ   | ESPN                                   | MRN                                    | 1 PM                                   | ブライアン・ヴィッカーズ                               |
| 8/22                                     | シャーピー500 ♣                                                     | 500 Laps 266.5マイル (428.9 km) | ブリストル・モーター・スピードウェイ           | ESPN                                   | PRN                                    | 6:30 PM                                | カイル・ブッシュ                                       |
| 9/6                                      | ペプボーイズオート500 ♣                                             | 325 Laps 500.5マイル (805.5 km) | アトランタ・モーター・スピードウェイ           | ESPN                                   | PRN                                    | 7 PM                                   | ケイシー・ケーン                                       |
| 9/12                                     | シェビー・ロックアンドロール400 ♣                                   | 400 Laps 300マイル (480 km) | リッチモンド・インターナショナル・レースウェイ | ABC                                    | MRN                                    | 7 PM                                   | デニー・ハムリン                                       |
| 2009年のチェイスフォーザスプリントカップ |                                                                     | |                                                |                                        |                                        |                                        |                                                        |
| 9/20                                     | シルバニア300                                                       | 300 Laps 317.4マイル (510.8 km) | ニューハンプシャー・モーター・スピードウェイ   | ABC                                    | PRN                                    | 1 PM                                   | マーク・マーティン                                     |
| 9/27                                     | AAA 400                                                             | 400 Laps 400マイル (640 km) | ドーバー・インターナショナル・スピードウェイ   | ABC                                    | MRN                                    | 1 PM                                   | ジミー・ジョンソン                                     |
| 10/4                                     | プライス・チョッパー400                                             | 267 Laps 400.5マイル (644.5 km) | カンザス・スピードウェイ                       | ABC                                    | MRN                                    | 1 PM                                   | トニー・スチュワート                                   |
| 10/11                                    | ペプシ500                                                           | 250 Laps 500マイル (800 km) | オートクラブ・スピードウェイ                   | ABC                                    | MRN                                    | 3 PM                                   | ジミー・ジョンソン                                     |
| 10/17                                    | NASCARバンキング500オンリー・フロム・バンク・オブ・アメリカ ♣       | 334 Laps 501マイル (806 km) | ロウズ・モーター・スピードウェイ               | ABC                                    | PRN                                    | 7 PM                                   | ジミー・ジョンソン                                     |
| 10/25                                    | TUMSファスト・レリーフ500                                           | 501 Laps 264マイル (425 km)（グリーン・ホワイト・チェッカーのため延長） | マーティンズビル・スピードウェイ               | ABC                                    | MRN                                    | 3:50 PM                                | デニー・ハムリン                                       |
| 11/1                                     | AMPエナジー500                                                      | 191 Laps 508.8マイル (818.8 km)（グリーン・ホワイト・チェッカーのため延長） | タラデガ・スーパースピードウェイ               | ABC                                    | MRN                                    | 4:47 PM                                | ジェイミー・マクマレー                                 |
| 11/8                                     | ディッキーズ500 ♣                                                   | 334 Laps 501マイル (806 km) | テキサス・モーター・スピードウェイ             | ABC                                    | PRN                                    | 3 PM                                   | カート・ブッシュ                                       |
| 11/15                                    | チェッカー・オライリー・オートパーツ500                             | 312 Laps 310マイル (500 km) | フェニックス・インターナショナル・レースウェイ | ABC                                    | MRN                                    | 3 PM                                   | ジミー・ジョンソン                                     |
| 11/22                                    | フォード400 ♣                                                       | 267 Laps 400.5マイル (644.5 km) | ホームステッド＝マイアミ・スピードウェイ       | ABC                                    | MRN                                    | 7:22 PM                                | デニー・ハムリン                                       |
| 11/30-12/4                               | ラスベガス・ウィーク                                                | 3 races (613 laps) | ラスベガス・モーター・スピードウェイ           | Various                                |                                        |                                        |                                                        |

シーズンの総走行距離は 14,461.9マイル (23,274.2 km)に及ぶ。

Key to symbols:

1 - 全てのレースが Sirius XM Radioによって放送された。

* - Television times are listed.  Fox started (except for デイトナ500 and アーロンズ499) with a 30-minute pre-race show, TNT had a 90-minute pre-race show and ESPN/ABC had a one-hour pre-race show.  Add an extra fifteen minutes following the pre-race show for the scheduled green flag of the race.

♣ - This race was run at night or began in the day and finished that evening.

¶ - Non-points race.

♥ - This is a pair of races that will set the field for the デイトナ500.

† - This race was produced and distributed by IMS Radio and the broadcast will be produced in conjunction with Performance Racing Network.

§ - This race was scheduled to have been run on Sunday, but was rescheduled to the following Monday due to rain.

## 2009年の参加チーム
| チーム                                                            | 使用車両                                    | 車番 | ドライバー                           | メインスポンサー                         | 副スポンサー                                                         | クルーチーフ                         | 出場ラウンド                                           |
| ----------------------------------------------------------------- | ------------------------------------------- | ---- | ------------------------------------ | ---------------------------------------- | -------------------------------------------------------------------- | ------------------------------------ | ------------------------------------------------------ |
| アッシュ・モータースポーツ                                        | シボレー・インパラ                          | 02   | ブランドン・アッシュ                 | Efusjon Energy Club                      |                                                                      | ケネス・ウッド                       | 8, 16, 35                                              |
| ブラックジャック・レーシング                                      | ダッジ・チャージャー                        | 51   | ケリー・バイレス                     | Livewire Energy                          |                                                                      | ライアン・バージェンティ             | 1                                                      |
| ブラックジャック・レーシング                                      | ダッジ・チャージャー                        | 51   | デヴィッド・スター                   | Livewire Energy                          | 2                                                                    | ライアン・バージェンティ             |                                                        |
| ブラックジャック・レーシング                                      | ダッジ・チャージャー                        | 51   | デクスター・ビーン                   | Livewire Energy                          | 3, 8, 14, 17, 19, 27                                                 | ライアン・バージェンティ             |                                                        |
| ボーイズ・ウィル・ビー・ボーイズ・レーシング                      | ダッジ・チャージャー                        | 06   | トレヴァー・ボーイズ                 |                                          |                                                                      | イアイン・モンクリフ                 | 8, 10                                                  |
| カール・ロング・レーシング                                        | ダッジ・チャージャー                        | 46   | カール・ロング                       | Romero Guest Construction                |                                                                      |                                      | 1                                                      |
| カール・ロング・レーシング                                        | ダッジ・チャージャー                        | 46   | デニス・セッツアー                   | Romero Guest Construction                | 6                                                                    |                                      |                                                        |
| カーター/シモ・レーシング                                         | フォード・フュージョン                      | 08   | ボリス・セッド                       | U.S. Chrome                              |                                                                      | フランキー・ストッダード             | 1, 16, 22                                              |
| カーター/シモ・レーシング                                         | トヨタ・カムリ                              | 08   | テリー・ラボンテ                     | FanCar                                   | トニー・フラー                                                       | 20, 24-25, 31, 36                    |                                                        |
| コープ/ケラー・レーシング                                         | ダッジ・チャージャー                        | 75   | デリック・コープ                     | Blu Frog Energy Drink / FlipnBags.com    | FW1 Top Secret Wax / EZPCBackup.com                                  | リッチ・マークル                     | 1, 6, 13-14, 20, 27                                    |
| アーンハート・ガナッシ・レーシング ウィズ・フェリックス・サバテス | シボレー・インパラ                          | 1    | マーティン・トゥーレックス・ジュニア | Bass Pro Shops                           | General Electric / TomTom / Guitar Hero / Vaseline / Rain-X          | ケヴィン・マニオン                   | All                                                    |
| アーンハート・ガナッシ・レーシング ウィズ・フェリックス・サバテス | シボレー・インパラ                          | 8    | アリック・アルミローラ               | Guitar Hero                              | TomTom / Cub Cadet                                                   | ダグ・ランドルフ                     | 1-7                                                    |
| アーンハート・ガナッシ・レーシング ウィズ・フェリックス・サバテス | シボレー・インパラ                          | 42   | ファン・パブロ・モントーヤ           | Target                                   | Lysol / Tums / Energizer / Polaroid                                  | ブライアン・パッティー               | All                                                    |
| ファニチャー・ロウ・レーシング                                    | シボレー・インパラ                          | 78   | レーガン・スミス                     | Furniture Row                            | World of Vision                                                      | ジェイ・ガイ                         | 1, 3, 7-9, 11, 13-14, 17-18, 20, 24-26, 28, 30, 33-36  |
| フロント・ロウ・モータースポーツ                                  | シボレー・インパラ                          | 34   | ジョン・アンドレッティ               | Window World                             |                                                                      | スティーヴン・レーン                 | 1-10, 13-36                                            |
| フロント・ロウ・モータースポーツ                                  | シボレー・インパラ                          | 34   | トニー・レインズ                     | A&W/Taco Bell                            |                                                                      | スティーヴン・レーン                 | 11-12                                                  |
| フロント・ロウ・モータースポーツ                                  | シボレー・インパラ/ダッジ・チャージャー     | 37   | トニー・レインズ                     | Long John Silver's                       |                                                                      | スコット・エグルストン               | 1-3, 6, 10, 13-15, 17-19, 21, 23-28, 30, 34-35         |
| フロント・ロウ・モータースポーツ                                  | シボレー・インパラ/ダッジ・チャージャー     | 37   | クリス・クック                       |                                          |                                                                      | 16                                   |                                                        |
| フロント・ロウ・モータースポーツ                                  | シボレー・インパラ/ダッジ・チャージャー     | 37   | トニー・エイブ                       |                                          | 22                                                                   |                                      |                                                        |
| フロント・ロウ・モータースポーツ                                  | シボレー・インパラ/ダッジ・チャージャー     | 37   | ケヴィン・ハムリン                   | Long John Silver's                       | ピーター・ソスペンゾ                                                 | 29                                   |                                                        |
| フロント・ロウ・モータースポーツ                                  | シボレー・インパラ/ダッジ・チャージャー     | 37   | トラヴィス・クヴァピル               | Long John Silver's                       | ピーター・ソスペンゾ                                                 | 31-32, 36                            |                                                        |
| ジャーメイン・レーシング                                          | トヨタ・カムリ                              | 13   | マックス・パピス                     | GEICO                                    |                                                                      | ブーティー・ベーカー                 | 3, 7, 9, 11-13, 15-16, 18, 20, 22, 24-26, 29-31, 33-36 |
| ジャーメイン・レーシング                                          | トヨタ・カムリ                              | 35   | トッド・ボーディン                   |                                          |                                                                      | ブーティー・ベーカー                 | 4                                                      |
| ガンセルマン・モータースポーツ                                    | トヨタ・カムリ                              | 64   | ジェフリー・ボーディン               |                                          |                                                                      | ダグ・リチャート                     | 1, 4                                                   |
| ガンセルマン・モータースポーツ                                    | トヨタ・カムリ                              | 64   | トッド・ボーディン                   | 2-3, 5-8, 10, 12                         |                                                                      | ダグ・リチャート                     |                                                        |
| ガンセルマン・モータースポーツ                                    | トヨタ・カムリ                              | 64   | マイク・ウォレス                     | 14, 17-19, 21, 24, 27, 30                |                                                                      | ダグ・リチャート                     |                                                        |
| ガンセルマン・モータースポーツ                                    | トヨタ・カムリ                              | 64   | デリック・コープ                     | 32                                       |                                                                      | ダグ・リチャート                     |                                                        |
| H&Sモータースポーツ                                               | ダッジ・チャージャー                        | 73   | マイク・ガーヴェイ                   | Quality Concrete                         |                                                                      | バディ・シスコ                       | 1-3, 12                                                |
| H&Sモータースポーツ                                               | ダッジ・チャージャー                        | 73   | トニー・レインズ                     | Quality Concrete                         | 8                                                                    | バディ・シスコ                       |                                                        |
| H&Sモータースポーツ                                               | ダッジ・チャージャー                        | 73   | ジョシュ・ワイズ                     | Quality Concrete                         | 32                                                                   | バディ・シスコ                       |                                                        |
| ヘンドリック・モータースポーツ                                    | シボレー・インパラ                          | 5    | マーク・マーティン                   | Kellogg's/Carquest                       | Pop Tarts / Cheez-It                                                 | アラン・ガスタフソン                 | All                                                    |
| ヘンドリック・モータースポーツ                                    | シボレー・インパラ                          | 24   | ジェフ・ゴードン                     | DuPont                                   | National Guard                                                       | スティーヴ・レターテ                 | All                                                    |
| ヘンドリック・モータースポーツ                                    | シボレー・インパラ                          | 25   | ブラッド・ケセロウスキー             | GoDaddy.com                              |                                                                      | ランス・マクグルー                   | 3, 7, 11, 13, 19, 23, 29, 31                           |
| ヘンドリック・モータースポーツ                                    | シボレー・インパラ                          | 48   | ジミー・ジョンソン                   | Lowe's / Kobalt Tools                    |                                                                      | チャド・ナウス                       | All                                                    |
| ヘンドリック・モータースポーツ                                    | シボレー・インパラ                          | 88   | デイル・アーンハートJr.              | AMP/National Guard                       |                                                                      | トニー・ユーリーJr.                  | All                                                    |
| ジョー・ギブス・レーシング                                        | トヨタ・カムリ                              | 02   | デヴィッド・ギリランド               | Farm Bureau                              |                                                                      | ウォーリー・ブラウン                 | 31, 34, 36                                             |
| ジョー・ギブス・レーシング                                        | トヨタ・カムリ                              | 11   | デニー・ハムリン                     | FedEx                                    | Farm Bureau                                                          | マイク・フォード                     | All                                                    |
| ジョー・ギブス・レーシング                                        | トヨタ・カムリ                              | 18   | カイル・ブッシュ                     | M&M's/Interstate Batteries               | Snickers / Combos / Pedigree                                         | スティーヴ・アディントン             | All                                                    |
| ジョー・ギブス・レーシング                                        | トヨタ・カムリ                              | 20   | ジョーイ・ロガーノ (R)               | The Home Depot                           | Farm Bureau                                                          | グレッグ・ジパデリ                   | All                                                    |
| JTGドハティ・レーシング                                           | トヨタ・カムリ                              | 47   | マーコス・アンブローズ               | McKee Foods/Clorox Co.                   |                                                                      | フランク・カー                       | All                                                    |
| メイフィールド・モータースポーツ                                  | トヨタ・カムリ                              | 41   | ジェレミー・メイフィールド           | All Sport                                |                                                                      | トニー・フラー                       | 1-11                                                   |
| メイフィールド・モータースポーツ                                  | トヨタ・カムリ                              | 41   | J.J.イェリー                         | SmallSponsor.com                         | 12                                                                   | トニー・フラー                       |                                                        |
| マイケル・ウォルトリップ・レーシング                              | トヨタ・カムリ                              | 00   | デヴィッド・ロイテマン               | Aaron's Dream Machine                    |                                                                      | ロドニー・チルダース                 | All                                                    |
| マイケル・ウォルトリップ・レーシング                              | トヨタ・カムリ                              | 55   | マイケル・ウォルトリップ             | NAPA Auto Parts                          |                                                                      | ブーティー・ベーカー/ ジーン・ニード | 1-15, 17-21, 23-36                                     |
| マイケル・ウォルトリップ・レーシング                              | トヨタ・カムリ                              | 55   | パトリック・カーペンティア           | NAPA Auto Parts                          |                                                                      | ブーティー・ベーカー                 | 16, 22                                                 |
| モーガン＝マクルーア・モータースポーツ                            | シボレー・インパラ                          | 4    | エリック・マクルーア                 | Hefty SteelSak                           | Wall-Mart                                                            |                                      | 9                                                      |
| モーガン＝マクルーア・モータースポーツ                            | シボレー・インパラ                          | 4    | スコット・ウィマー                   | Alpha Natural Resources                  |                                                                      | 24, 28                               |                                                        |
| NEMCOモータースポーツ                                             | トヨタ・カムリ                              | 87   | ジョー・ネメチェク                   |                                          |                                                                      | フェリペ・ロペス                     | All                                                    |
| ノーム・ベニング・レーシング                                      | シボレー・インパラ                          | 57   | ノーム・ベニング                     | D3 Outdoor                               |                                                                      | マーク・テューター                   | 1                                                      |
| ペンスキー・レーシング                                            | ダッジ・チャージャー                        | 2    | カート・ブッシュ                     | Miller Lite                              |                                                                      | パット・トライソン                   | All                                                    |
| ペンスキー・レーシング                                            | ダッジ・チャージャー                        | 12   | デヴィッド・ストレーム               | Penske Racing                            |                                                                      | ロイ・マコウリー                     | 1-33                                                   |
| ペンスキー・レーシング                                            | ダッジ・チャージャー                        | 12   | ブラッド・ケセロウスキー             | Penske Racing                            | 34-36                                                                | ロイ・マコウリー                     |                                                        |
| ペンスキー・レーシング                                            | ダッジ・チャージャー                        | 77   | サム・ホーニッシュJr.                | Mobil 1                                  | AAA                                                                  | トラヴィス・ガイスラー               | All                                                    |
| フェニックス・レーシング                                          | ダッジ・チャージャー / シボレー・インパラ   | 09   | ブラッド・ケセロウスキー             | Miccosukee Indian Gambling               |                                                                      | マーク・レノ                         | 1, 9, 17-18, 26, 33                                    |
| フェニックス・レーシング                                          | ダッジ・チャージャー / シボレー・インパラ   | 09   | スターリング・マーリン               | Miccosukee Indian Gambling               | 2-3, 5-6, 8, 11, 14-15, 20-21, 31-32                                 | マーク・レノ                         |                                                        |
| フェニックス・レーシング                                          | ダッジ・チャージャー / シボレー・インパラ   | 09   | マイク・ブリス                       | Miccosukee Indian Gambling               | 4, 7, 10, 12-13, 19, 23, 25, 28-30, 34                               | マーク・レノ                         |                                                        |
| フェニックス・レーシング                                          | ダッジ・チャージャー / シボレー・インパラ   | 09   | ロン・フェローズ                     | Miccosukee Indian Gambling               | 16, 22                                                               | マーク・レノ                         |                                                        |
| フェニックス・レーシング                                          | ダッジ・チャージャー / シボレー・インパラ   | 09   | アリック・アルミローラ               | Miccosukee Indian Gambling               | 24, 27                                                               | マーク・レノ                         |                                                        |
| フェニックス・レーシング                                          | ダッジ・チャージャー / シボレー・インパラ   | 09   | デヴィッド・ギリランド               | Miccosukee Indian Gambling               | 35                                                                   | マーク・レノ                         |                                                        |
| フェニックス・レーシング                                          | ダッジ・チャージャー / シボレー・インパラ   | 09   | デヴィッド・ストレーム               | Miccosukee Indian Gambling               | 36                                                                   | マーク・レノ                         |                                                        |
| プリズム・モータースポーツ                                        | トヨタ・カムリ                              | 66   | テリー・ラボンテ                     | Window World                             |                                                                      | ビル・ヘンダーソン                   | 1                                                      |
| プリズム・モータースポーツ                                        | トヨタ・カムリ                              | 66   | デイヴ・ブラニー                     |                                          | 2-36                                                                 | ビル・ヘンダーソン                   |                                                        |
| レッドブル・レーシング・チーム                                    | トヨタ・カムリ                              | 82   | スコット・スピード (R)               | Red Bull                                 |                                                                      | ジミー・エレッジ                     | All                                                    |
| レッドブル・レーシング・チーム                                    | トヨタ・カムリ                              | 83   | ブライアン・ヴィッカーズ             | Red Bull                                 | ライアン・ペンバートン                                               | All                                  |                                                        |
| リチャード・チルドレス・レーシング                                | シボレー・インパラ                          | 07   | ケイシー・メアーズ                   | Jack Daniel's                            | DirecTV / Chocktaw Resort And Casino                                 | ジル・マーティン                     | All                                                    |
| リチャード・チルドレス・レーシング                                | シボレー・インパラ                          | 29   | ケヴィン・ハーヴィック               | Shell/Pennzoil                           | Reese's                                                              | トッド・バーリアー                   | All                                                    |
| リチャード・チルドレス・レーシング                                | シボレー・インパラ                          | 31   | ジェフ・バートン                     | Caterpillar, Inc.                        | Prilosec OTC / Lenox Industrial Tools                                | スコット・ミラー                     | All                                                    |
| リチャード・チルドレス・レーシング                                | シボレー・インパラ                          | 33   | クリント・ボウヤー                   | General Mills/BB&T                       | The Hartford Finacial Services                                       | シェーン・ウィルソン                 | All                                                    |
| リチャード・ペティ・モータースポーツ                              | ダッジ・チャージャー                        | 9    | ケイシー・ケーン                     | Budweiser                                |                                                                      | ケニー・フランシス                   | All                                                    |
| リチャード・ペティ・モータースポーツ                              | ダッジ・チャージャー/フォード・フュージョン | 19   | エリオット・サドラー                 | Best Buy/Stanley                         | Insignia / Geek Squad                                                | ケヴィン・バスカーク                 | All                                                    |
| リチャード・ペティ・モータースポーツ                              | ダッジ・チャージャー                        | 43   | リード・ソレンソン                   | McDonald's/Air Force/Super 8 / Valvoline | Siemens / Super 8 / PVA.org / Charter / Auto Value / Bumper 2 Bumper | マイク・シップレット                 | All                                                    |
| リチャード・ペティ・モータースポーツ                              | ダッジ・チャージャー/フォード・フュージョン | 44   | A.J.アルメンディンガー               | Valvoline/Charter/Harrah's               | Best Buy                                                             | サミー・ジョンズ                     | All                                                    |
| ロビー・ゴードン・モータースポーツ                                | トヨタ・カムリ                              | 04   | P.J.ジョーンズ                       | Jim Beam/Menards                         |                                                                      | ボブ・ゴードン                       | 16, 22                                                 |
| ロビー・ゴードン・モータースポーツ                                | トヨタ・カムリ                              | 04   | デヴィッド・ギリランド               | Jim Beam/Menards                         | 29                                                                   | ボブ・ゴードン                       |                                                        |
| ロビー・ゴードン・モータースポーツ                                | トヨタ・カムリ                              | 7    | ロビー・ゴードン                     | Jim Beam/Menards                         | カーク・アルムクィスト                                               | 1-25, 27-36                          |                                                        |
| ロビー・ゴードン・モータースポーツ                                | トヨタ・カムリ                              | 7    | デヴィッド・ギリランド               | Jim Beam/Menards                         | カーク・アルムクィスト                                               | 26                                   |                                                        |
| ラウシュ・フェンウェイ・レーシング                                | フォード・フュージョン                      | 6    | デヴィッド・レーガン                 | United Parcel Service                    |                                                                      | ジミー・フェンニク                   | All                                                    |
| ラウシュ・フェンウェイ・レーシング                                | フォード・フュージョン                      | 16   | グレッグ・ビッフル                   | 3M                                       | American Red Cross                                                   | グレッグ・アーウィン                 | All                                                    |
| ラウシュ・フェンウェイ・レーシング                                | フォード・フュージョン                      | 17   | マット・ケンゼス                     | DeWalt                                   | Carhartt / USG / R&L Carriers                                        | ドリュー・ブリッケンズダーファー     | All                                                    |
| ラウシュ・フェンウェイ・レーシング                                | フォード・フュージョン                      | 26   | ジェイミー・マクマレー               | Crown Royal/Irwin Tools                  | Valvoline / Sears / Jeremiah Weed Southern Style Sweet Tea           | ドニー・ウィンゴ                     | All                                                    |
| ラウシュ・フェンウェイ・レーシング                                | フォード・フュージョン                      | 99   | カール・エドワーズ                   | Aflac                                    | Claritin / Subway (restaurant)                                       | ボブ・オズボーン                     | All                                                    |
| シェルマーディン・レーシング                                      | トヨタ・カムリ                              | 27   | カーク・シェルマーディン             | Biker Design                             | Wabash                                                               |                                      | 1                                                      |
| スチュワート・ハース・レーシング                                  | シボレー・インパラ                          | 14   | トニー・スチュワート                 | Office Depot/Old Spice                   | Burger King                                                          | ダーリアン・グラッブ                 | All                                                    |
| スチュワート・ハース・レーシング                                  | シボレー・インパラ                          | 39   | ライアン・ニューマン                 | U.S. Army                                | Haas Automation                                                      | トニー・ギブソン                     | All                                                    |
| トミー・ボールドウィン・レーシング                                | トヨタ・カムリ                              | 36   | スコット・リグス                     |                                          |                                                                      | トミー・ボールドウィンJr.            | 1-12                                                   |
| トミー・ボールドウィン・レーシング                                | トヨタ・カムリ                              | 36   | マイク・スキナー                     | 13, 15, 19-20, 23-24, 34, 36             |                                                                      | トミー・ボールドウィンJr.            |                                                        |
| トミー・ボールドウィン・レーシング                                | トヨタ・カムリ                              | 36   | パトリック・カーペンティア           | 14, 17-18, 21-22, 25                     |                                                                      | トミー・ボールドウィンJr.            |                                                        |
| トミー・ボールドウィン・レーシング                                | トヨタ・カムリ                              | 36   | マイケル・マクドウェル               | Wave Energy Drink                        | 26-32, 34-36                                                         | トミー・ボールドウィンJr.            |                                                        |
| トミー・ボールドウィン・レーシング                                | トヨタ・カムリ                              | 36   | ロバート・リチャードソンJr.          | Mahindra Tractors                        | 33                                                                   | トミー・ボールドウィンJr.            |                                                        |
| TRGモータースポーツ                                               | シボレー・インパラ                          | 70   | デヴィッド・ギリランド               |                                          |                                                                      |                                      | 22                                                     |
| TRGモータースポーツ                                               | シボレー・インパラ                          | 70   | マイク・スキナー                     | 34, 36                                   |                                                                      |                                      |                                                        |
| TRGモータースポーツ                                               | シボレー・インパラ                          | 70   | ケヴィン・コンウェイ                 | ExTense                                  | 35                                                                   |                                      |                                                        |
| TRGモータースポーツ                                               | シボレー・インパラ                          | 71   | マイク・ウォレス                     |                                          |                                                                      | スラッガー・ラッベ                   | 1                                                      |
| TRGモータースポーツ                                               | シボレー・インパラ                          | 71   | デヴィッド・ギリランド               | Capital Window/American Monster          | 2-21, 23-24, 28, 30, 32                                              | スラッガー・ラッベ                   |                                                        |
| TRGモータースポーツ                                               | シボレー・インパラ                          | 71   | アンディ・ラリー                     | Adobe Road Winery                        | 22                                                                   | スラッガー・ラッベ                   |                                                        |
| TRGモータースポーツ                                               | シボレー・インパラ                          | 71   | ボビー・ラボンテ                     | TaxSlayer.com                            | 25, 27, 29, 33-36                                                    | スラッガー・ラッベ                   |                                                        |
| TRGモータースポーツ                                               | シボレー・インパラ                          | 71   | マイク・ブリス                       | TaxSlayer.com                            | 26, 31                                                               | スラッガー・ラッベ                   |                                                        |
| ウッド・ブラザース・レーシング                                    | フォード・フュージョン                      | 21   | ビル・エリオット                     | Motorcraft                               |                                                                      | デヴィッド・ハイダー                 | 1, 4, 7, 12, 15, 19-20, 23, 29, 31, 34, 36             |
| ウッド・ブラザース・レーシング                                    | フォード・フュージョン                      | 21   | デヴィッド・ギリランド               | Motorcraft                               | 25                                                                   | デヴィッド・ハイダー                 |                                                        |
| イェーツ/ホール・オブ・フェイム・レーシング                       | フォード・フュージョン                      | 28   | トラヴィス・クヴァピル               | Golden Corral                            | Farmers Insurance                                                    | ベン・レスリー                       | 1-5                                                    |
| イェーツ/ホール・オブ・フェイム・レーシング                       | フォード・フュージョン                      | 96   | ボビー・ラボンテ                     | Ask.com/Academy Sports                   |                                                                      | トッド・パロット/ベン・レスリー      | 1-24, 26, 28, 30-32                                    |
| イェーツ/ホール・オブ・フェイム・レーシング                       | フォード・フュージョン                      | 96   | エリック・ダーネル                   | Academy Sports                           | Valvoline / Northern Tool                                            | ベン・レスリー                       | 25, 27, 29, 33-36                                      |
| イェーツ/ホール・オブ・フェイム・レーシング                       | フォード・フュージョン                      | 98   | ポール・メナード                     | Menards                                  |                                                                      | ラリー・カーター                     | All                                                    |

## 2009年シーズンのレース

### バドワイザー・シュートアウト
| 1  | 29 | ケヴィン・ハーヴィック | シボレー | リチャード・チルドレス・レーシング   |
| 2  | 26 | ジェイミー・マクマレー | フォード | ラウシュ・フェンウェイ・レーシング   |
| 3  | 14 | トニー・スチュワート   | シボレー | スチュワート・ハース・レーシング     |
| 4  | 24 | ジェフ・ゴードン       | シボレー | ヘンドリック・モータースポーツ       |
| 5  | 44 | A.J.アルメンディンガー | ダッジ   | リチャード・ペティ・モータースポーツ |
| 6  | 9  | ケイシー・ケーン       | ダッジ   | リチャード・ペティ・モータースポーツ |
| 7  | 99 | カール・エドワーズ     | フォード | ラウシュ・フェンウェイ・レーシング   |
| 8  | 2  | カート・ブッシュ       | ダッジ   | ペンスキー・レーシング               |
| 9  | 17 | マット・ケンゼス       | フォード | ラウシュ・フェンウェイ・レーシング   |
| 10 | 18 | カイル・ブッシュ       | トヨタ   | ジョー・ギブス・レーシング           |

### ゲータレード・デュエル
| トップ10 | トップ10 | トップ10               | トップ10                             | トップ10 | トップ10 | トップ10 | トップ10 | トップ10                   | トップ10                             | トップ10 | トップ10 |
| レース 1 | レース 1 | レース 1               | レース 1                             | レース 1 |          | レース 2 | レース 2 | レース 2                   | レース 2                             | レース 2 |          |
| 順位     | 車番     | ドライバー             | チーム                               | 使用車両 |          | 順位     | 車番     | ドライバー                 | チーム                               | 使用車両 |          |
| -------- | -------- | ---------------------- | ------------------------------------ | -------- | -------- | -------- | -------- | -------------------------- | ------------------------------------ | -------- | -------- |
| 1        | 24       | ジェフ・ゴードン       | ヘンドリック・モータースポーツ       | シボレー |          | 1        | 18       | カイル・ブッシュ           | ジョー・ギブス・レーシング           | トヨタ   |          |
| 2        | 14       | トニー・スチュワート   | スチュワート・ハース・レーシング     | シボレー |          | 2        | 5        | マーク・マーティン         | ヘンドリック・モータースポーツ       | シボレー |          |
| 3        | 48       | ジミー・ジョンソン     | ヘンドリック・モータースポーツ       | シボレー |          | 3        | 83       | ブライアン・ヴィッカーズ   | レッドブル・レーシング・チーム       | トヨタ   |          |
| 4        | 20       | ジョーイ・ロガーノ     | ジョー・ギブス・レーシング           | トヨタ   |          | 4        | 42       | ファン・パブロ・モントーヤ | アーンハート・ガナッシ・レーシング   | シボレー |          |
| 5        | 8        | アリック・アルミローラ | アーンハート・ガナッシ・レーシング   | シボレー |          | 5        | 11       | デニー・ハムリン           | ジョー・ギブス・レーシング           | トヨタ   |          |
| 6        | 2        | カート・ブッシュ       | ペンスキー・レーシング               | ダッジ   |          | 6        | 96       | ボビー・ラボンテ           | ホール・オブ・フェイム・レーシング   | フォード |          |
| 7        | 9        | ケイシー・ケーン       | リチャード・ペティ・モータースポーツ | ダッジ   |          | 7        | 88       | デイル・アーンハートJr.    | ヘンドリック・モータースポーツ       | シボレー |          |
| 8        | 36       | スコット・リグス       | トミー・ボールドウィン・レーシング   | トヨタ   |          | 8        | 99       | カール・エドワーズ         | ラウシュ・フェンウェイ・レーシング   | フォード |          |
| 9        | 98       | ポール・メナード       | イェーツ・レーシング                 | フォード |          | 9        | 41       | ジェレミー・メイフィールド | メイフィールド・モータースポーツ     | トヨタ   |          |
| 10       | 26       | ジェイミー・マクマレー | ラウシュ・フェンウェイ・レーシング   | フォード |          | 10       | 44       | A.J.アルメンディンガー     | リチャード・ペティ・モータースポーツ | ダッジ   |          |

Drivers listed in boldface qualified outside the Top 35 owners points exemption from 2008 season.

### デイトナ500
| 1  | 17 | マット・ケンゼス         | フォード | ラウシュ・フェンウェイ・レーシング   |
| 2  | 29 | ケヴィン・ハーヴィック   | シボレー | リチャード・チルドレス・レーシング   |
| 3  | 44 | A.J.アルメンディンガー   | ダッジ   | リチャード・ペティ・モータースポーツ |
| 4  | 33 | クリント・ボウヤー       | シボレー | リチャード・チルドレス・レーシング   |
| 5  | 19 | エリオット・サドラー     | ダッジ   | リチャード・ペティ・モータースポーツ |
| 6  | 6  | デヴィッド・レーガン     | フォード | ラウシュ・フェンウェイ・レーシング   |
| 7  | 55 | マイケル・ウォルトリップ | トヨタ   | マイケル・ウォルトリップ・レーシング |
| 8  | 14 | トニー・スチュワート     | シボレー | スチュワート・ハース・レーシング     |
| 9  | 43 | リード・ソレンソン       | ダッジ   | リチャード・ペティ・モータースポーツ |
| 10 | 2  | カート・ブッシュ         | ダッジ   | ペンスキー・レーシング               |

NOTE： レースは雨のため 380マイル (610 km) または152ラップに短縮された。

予選落ち：
Race #1: ジョー・ネメチェク (#87), ブラッド・ケセロウスキー (#09), カール・ロング (#46), トニー・レインズ (#37), カーク・シェルマーディン (#27), マイク・スキナー (#23).
Race #2: マイク・ウォレス (#71), ケリー・バイレス (#51), デリック・コープ (#75), ノーム・ベニング (#57), マイク・ガーヴェイ (#73), ジェフ・ボーディン (#64), ボリス・セッド (#08).

### オートクラブ500
| 1  | 17 | マット・ケンゼス         | フォード | ラウシュ・フェンウェイ・レーシング |
| 2  | 24 | ジェフ・ゴードン         | シボレー | ヘンドリック・モータースポーツ     |
| 3  | 18 | カイル・ブッシュ         | トヨタ   | ジョー・ギブス・レーシング         |
| 4  | 16 | グレッグ・ビッフル       | フォード | ラウシュ・フェンウェイ・レーシング |
| 5  | 2  | カート・ブッシュ         | ダッジ   | ペンスキー・レーシング             |
| 6  | 11 | デニー・ハムリン         | トヨタ   | ジョー・ギブス・レーシング         |
| 7  | 99 | カール・エドワーズ       | フォード | ラウシュ・フェンウェイ・レーシング |
| 8  | 14 | トニー・スチュワート     | シボレー | スチュワート・ハース・レーシング   |
| 9  | 48 | ジミー・ジョンソン       | シボレー | ヘンドリック・モータースポーツ     |
| 10 | 83 | ブライアン・ヴィッカーズ | トヨタ   | レッドブル・レーシング・チーム     |

予選落ち： スターリング・マーリン (#09), トニー・レインズ (#37), デヴィッド・スター (#51), トッド・ボーディン (#64), マイク・ガーヴェイ (#73).

### シェルビー427
| 1  | 18 | カイル・ブッシュ         | トヨタ   | ジョー・ギブス・レーシング           |
| 2  | 33 | クリント・ボウヤー       | シボレー | リチャード・チルドレス・レーシング   |
| 3  | 31 | ジェフ・バートン         | シボレー | リチャード・チルドレス・レーシング   |
| 4  | 00 | デヴィッド・ロイテマン   | トヨタ   | マイケル・ウォルトリップ・レーシング |
| 5  | 96 | ボビー・ラボンテ         | フォード | ホール・オブ・フェイム・レーシング   |
| 6  | 24 | ジェフ・ゴードン         | シボレー | ヘンドリック・モータースポーツ       |
| 7  | 16 | グレッグ・ビッフル       | フォード | ラウシュ・フェンウェイ・レーシング   |
| 8  | 83 | ブライアン・ヴィッカーズ | トヨタ   | レッドブル・レーシング・チーム       |
| 9  | 26 | ジェイミー・マクマレー   | フォード | ラウシュ・フェンウェイ・レーシング   |
| 10 | 88 | デイル・アーンハートJr.  | シボレー | ヘンドリック・モータースポーツ       |

予選落ち： トラヴィス・クヴァピル (#28), デイヴ・ブラニー (#66), マイク・ガーヴェイ (#73), ジェレミー・メイフィールド (#41), スターリング・マーリン (#09), スコット・リグス (#36), トニー・レインズ (#37), デクスター・ビーン (#51)

### コバルト・ツールズ500
| 1  | 2  | カート・ブッシュ                     | ダッジ   | ペンスキー・レーシング               |
| 2  | 24 | ジェフ・ゴードン                     | シボレー | ヘンドリック・モータースポーツ       |
| 3  | 99 | カール・エドワーズ                   | フォード | ラウシュ・フェンウェイ・レーシング   |
| 4  | 29 | ケヴィン・ハーヴィック               | シボレー | リチャード・チルドレス・レーシング   |
| 5  | 83 | ブライアン・ヴィッカーズ             | トヨタ   | レッドブル・レーシング・チーム       |
| 6  | 33 | クリント・ボウヤー                   | シボレー | リチャード・チルドレス・レーシング   |
| 7  | 9  | ケイシー・ケーン                     | ダッジ   | リチャード・ペティ・モータースポーツ |
| 8  | 14 | トニー・スチュワート                 | シボレー | スチュワート・ハース・レーシング     |
| 9  | 48 | ジミー・ジョンソン                   | シボレー | ヘンドリック・モータースポーツ       |
| 10 | 1  | マーティン・トゥーレックス・ジュニア | シボレー | アーンハート・ガナッシ・レーシング   |

予選落ち： トッド・ボーディン (#35), スコット・リグス (#36), ジェレミー・メイフィールド (#41), ジェフ・ボーディン (#64)

### フード・シティ500
| 1  | 18 | カイル・ブッシュ           | トヨタ   | ジョー・ギブス・レーシング           |
| 2  | 11 | デニー・ハムリン           | トヨタ   | ジョー・ギブス・レーシング           |
| 3  | 48 | ジミー・ジョンソン         | シボレー | ヘンドリック・モータースポーツ       |
| 4  | 24 | ジェフ・ゴードン           | シボレー | ヘンドリック・モータースポーツ       |
| 5  | 9  | ケイシー・ケーン           | ダッジ   | リチャード・ペティ・モータースポーツ |
| 6  | 5  | マーク・マーティン         | シボレー | ヘンドリック・モータースポーツ       |
| 7  | 39 | ライアン・ニューマン       | シボレー | スチュワート・ハース・レーシング     |
| 8  | 31 | ジェフ・バートン           | シボレー | リチャード・チルドレス・レーシング   |
| 9  | 42 | ファン・パブロ・モントーヤ | シボレー | アーンハート・ガナッシ・レーシング   |
| 10 | 47 | マーコス・アンブローズ     | トヨタ   | JTGドハティ・レーシング              |

予選落ち： スコット・リグス (#36), ジェレミー・メイフィールド (#41)

### グーディズ・ファーストペイン・レリーフ500
| 1  | 48 | ジミー・ジョンソン      | シボレー | ヘンドリック・モータースポーツ       |
| 2  | 11 | デニー・ハムリン        | トヨタ   | ジョー・ギブス・レーシング           |
| 3  | 14 | トニー・スチュワート    | シボレー | スチュワート・ハース・レーシング     |
| 4  | 24 | ジェフ・ゴードン        | シボレー | ヘンドリック・モータースポーツ       |
| 5  | 33 | クリント・ボウヤー      | シボレー | リチャード・チルドレス・レーシング   |
| 6  | 39 | ライアン・ニューマン    | シボレー | スチュワート・ハース・レーシング     |
| 7  | 5  | マーク・マーティン      | シボレー | ヘンドリック・モータースポーツ       |
| 8  | 88 | デイル・アーンハートJr. | シボレー | ヘンドリック・モータースポーツ       |
| 9  | 44 | A.J.アルメンディンガー  | ダッジ   | リチャード・ペティ・モータースポーツ |
| 10 | 26 | ジェイミー・マクマレー  | フォード | ラウシュ・フェンウェイ・レーシング   |

予選落ち： スターリング・マーリン (#09), トニー・レインズ (#37), デニス・セッツアー (#46), デリック・コープ (#75)

### サムスン500
| 1  | 24 | ジェフ・ゴードン           | シボレー | ヘンドリック・モータースポーツ     |
| 2  | 48 | ジミー・ジョンソン         | シボレー | ヘンドリック・モータースポーツ     |
| 3  | 16 | グレッグ・ビッフル         | フォード | ラウシュ・フェンウェイ・レーシング |
| 4  | 14 | トニー・スチュワート       | シボレー | スチュワート・ハース・レーシング   |
| 5  | 17 | マット・ケンゼス           | フォード | ラウシュ・フェンウェイ・レーシング |
| 6  | 5  | マーク・マーティン         | シボレー | ヘンドリック・モータースポーツ     |
| 7  | 42 | ファン・パブロ・モントーヤ | シボレー | アーンハート・ガナッシ・レーシング |
| 8  | 2  | カート・ブッシュ           | ダッジ   | ペンスキー・レーシング             |
| 9  | 31 | ジェフ・バートン           | シボレー | リチャード・チルドレス・レーシング |
| 10 | 99 | カール・エドワーズ         | フォード | ラウシュ・フェンウェイ・レーシング |

予選落ち： ジョー・ネメチェク (#87), スコット・スピード (#82), ジェレミー・メイフィールド (#41), トッド・ボーディン (#64), スコット・リグス (#36)

### サブウェイ・フレッシュフィット500
| 1  | 5  | マーク・マーティン                   | シボレー | ヘンドリック・モータースポーツ       |
| 2  | 14 | トニー・スチュワート                 | シボレー | スチュワート・ハース・レーシング     |
| 3  | 2  | カート・ブッシュ                     | ダッジ   | ペンスキー・レーシング               |
| 4  | 48 | ジミー・ジョンソン                   | シボレー | ヘンドリック・モータースポーツ       |
| 5  | 16 | グレッグ・ビッフル                   | フォード | ラウシュ・フェンウェイ・レーシング   |
| 6  | 11 | デニー・ハムリン                     | トヨタ   | ジョー・ギブス・レーシング           |
| 7  | 1  | マーティン・トゥーレックス・ジュニア | シボレー | アーンハート・ガナッシ・レーシング   |
| 8  | 00 | デヴィッド・ロイテマン               | トヨタ   | マイケル・ウォルトリップ・レーシング |
| 9  | 77 | サム・ホーニッシュJr.                | ダッジ   | ペンスキー・レーシング               |
| 10 | 99 | カール・エドワーズ                   | フォード | ラウシュ・フェンウェイ・レーシング   |

予選落ち： トッド・ボーディン (#64), ジェレミー・メイフィールド (#41), デクスター・ビーン (#51), ブランドン・アッシュ (#02), トレヴァー・ボーイズ (#06)

### アーロンズ499
| 1  | 09 | ブラッド・ケセロウスキー | シボレー | フェニックス・レーシング           |
| 2  | 88 | デイル・アーンハートJr.  | シボレー | ヘンドリック・モータースポーツ     |
| 3  | 39 | ライアン・ニューマン     | シボレー | スチュワート・ハース・レーシング   |
| 4  | 47 | マーコス・アンブローズ   | トヨタ   | JTGドハティ・レーシング            |
| 5  | 82 | スコット・スピード       | トヨタ   | レッドブル・レーシング・チーム     |
| 6  | 2  | カート・ブッシュ         | ダッジ   | ペンスキー・レーシング             |
| 7  | 16 | グレッグ・ビッフル       | フォード | ラウシュ・フェンウェイ・レーシング |
| 8  | 83 | ブライアン・ヴィッカーズ | トヨタ   | レッドブル・レーシング・チーム     |
| 9  | 20 | ジョーイ・ロガーノ       | トヨタ   | ジョー・ギブス・レーシング         |
| 10 | 31 | ジェフ・バートン         | シボレー | リチャード・チルドレス・レーシング |

予選落ち： マイケル・マクドウェル (#66), エリック・マクルーア (#4)

### クラウン・ロイヤル400
| 1  | 18 | カイル・ブッシュ           | トヨタ   | ジョー・ギブス・レーシング         |
| 2  | 14 | トニー・スチュワート       | シボレー | スチュワート・ハース・レーシング   |
| 3  | 31 | ジェフ・バートン           | シボレー | リチャード・チルドレス・レーシング |
| 4  | 39 | ライアン・ニューマン       | シボレー | スチュワート・ハース・レーシング   |
| 5  | 5  | マーク・マーティン         | シボレー | ヘンドリック・モータースポーツ     |
| 6  | 77 | サム・ホーニッシュJr.      | ダッジ   | ペンスキー・レーシング             |
| 7  | 26 | ジェイミー・マクマレー     | フォード | ラウシュ・フェンウェイ・レーシング |
| 8  | 24 | ジェフ・ゴードン           | シボレー | ヘンドリック・モータースポーツ     |
| 9  | 07 | ケイシー・メアーズ         | シボレー | リチャード・チルドレス・レーシング |
| 10 | 42 | ファン・パブロ・モントーヤ | シボレー | アーンハート・ガナッシ・レーシング |

予選落ち： トッド・ボーディン (#64), トレヴァー・ボーイズ (#06)

### サウザン500プレゼンテッド・バイ・ゴーダディドットコム
| 1  | 5  | マーク・マーティン                   | シボレー | ヘンドリック・モータースポーツ     |
| 2  | 48 | ジミー・ジョンソン                   | シボレー | ヘンドリック・モータースポーツ     |
| 3  | 14 | トニー・スチュワート                 | シボレー | スチュワート・ハース・レーシング   |
| 4  | 39 | ライアン・ニューマン                 | シボレー | スチュワート・ハース・レーシング   |
| 5  | 24 | ジェフ・ゴードン                     | シボレー | ヘンドリック・モータースポーツ     |
| 6  | 1  | マーティン・トゥーレックス・ジュニア | シボレー | アーンハート・ガナッシ・レーシング |
| 7  | 25 | ブラッド・ケセロウスキー             | シボレー | ヘンドリック・モータースポーツ     |
| 8  | 16 | グレッグ・ビッフル                   | フォード | ラウシュ・フェンウェイ・レーシング |
| 9  | 20 | ジョーイ・ロガーノ                   | トヨタ   | ジョー・ギブス・レーシング         |
| 10 | 17 | マット・ケンゼス                     | フォード | ラウシュ・フェンウェイ・レーシング |

予選落ち： ジェレミー・メイフィールド (#41), スコット・スピード (#82)
NOTE：  スコット・スピード's team payed ジョー・ネメチェク to let Speed drive his car in this race.

### NASCARスプリント・ショーダウン
| トップ2                  | トップ2 | トップ2                | トップ2  | トップ2                            | トップ2 | トップ2 | トップ2 | トップ2 |
| 順位                     | 車番    | ドライバー             | 使用車両 | チーム                             |         |         |         |         |
| ------------------------ | ------- | ---------------------- | -------- | ---------------------------------- | ------- | ------- | ------- | ------- |
| 1                        | 77      | サム・ホーニッシュJr.  | ダッジ   | ペンスキー・レーシング             |         |         |         |         |
| 2                        | 26      | ジェイミー・マクマレー | フォード | ラウシュ・フェンウェイ・レーシング |         |         |         |         |
| ファン投票による予選通過 |         |                        |          |                                    |         |         |         |         |
|                          | 20      | ジョーイ・ロガーノ     | トヨタ   | ジョー・ギブス・レーシング         |         |         |         |         |

### NASCARスプリント・オールスターレース
| 1  | 14 | トニー・スチュワート    | シボレー | スチュワート・ハース・レーシング   |
| 2  | 17 | マット・ケンゼス        | フォード | ラウシュ・フェンウェイ・レーシング |
| 3  | 2  | カート・ブッシュ        | ダッジ   | ペンスキー・レーシング             |
| 4  | 11 | デニー・ハムリン        | トヨタ   | ジョー・ギブス・レーシング         |
| 5  | 99 | カール・エドワーズ      | フォード | ラウシュ・フェンウェイ・レーシング |
| 6  | 5  | マーク・マーティン      | シボレー | ヘンドリック・モータースポーツ     |
| 7  | 18 | カイル・ブッシュ        | トヨタ   | ジョー・ギブス・レーシング         |
| 8  | 20 | ジョーイ・ロガーノ      | トヨタ   | ジョー・ギブス・レーシング         |
| 9  | 26 | ジェイミー・マクマレー  | フォード | ラウシュ・フェンウェイ・レーシング |
| 10 | 88 | デイル・アーンハートJr. | シボレー | ヘンドリック・モータースポーツ     |

### コカ・コーラ600
| 1  | 00 | デヴィッド・ロイテマン     | トヨタ   | マイケル・ウォルトリップ・レーシング |
| 2  | 39 | ライアン・ニューマン       | シボレー | スチュワート・ハース・レーシング     |
| 3  | 7  | ロビー・ゴードン           | トヨタ   | ロビー・ゴードン・モータースポーツ   |
| 4  | 99 | カール・エドワーズ         | フォード | ラウシュ・フェンウェイ・レーシング   |
| 5  | 83 | ブライアン・ヴィッカーズ   | トヨタ   | レッドブル・レーシング・チーム       |
| 6  | 18 | カイル・ブッシュ           | トヨタ   | ジョー・ギブス・レーシング           |
| 7  | 9  | ケイシー・ケーン           | ダッジ   | リチャード・ペティ・モータースポーツ |
| 8  | 42 | ファン・パブロ・モントーヤ | シボレー | アーンハート・ガナッシ・レーシング   |
| 9  | 20 | ジョーイ・ロガーノ         | トヨタ   | ジョー・ギブス・レーシング           |
| 10 | 17 | マット・ケンゼス           | フォード | ラウシュ・フェンウェイ・レーシング   |

予選落ち： J.J.イェリー (#41), マイク・ガーヴェイ (#73), トッド・ボーディン (#64), デヴィッド・スター (#06)

### オーティズム・スピークス400
| 1  | 48 | ジミー・ジョンソン   | シボレー | ヘンドリック・モータースポーツ       |
| 2  | 14 | トニー・スチュワート | シボレー | スチュワート・ハース・レーシング     |
| 3  | 16 | グレッグ・ビッフル   | フォード | ラウシュ・フェンウェイ・レーシング   |
| 4  | 17 | マット・ケンゼス     | フォード | ラウシュ・フェンウェイ・レーシング   |
| 5  | 2  | カート・ブッシュ     | ダッジ   | ペンスキー・レーシング               |
| 6  | 9  | ケイシー・ケーン     | ダッジ   | リチャード・ペティ・モータースポーツ |
| 7  | 99 | カール・エドワーズ   | フォード | ラウシュ・フェンウェイ・レーシング   |
| 8  | 39 | ライアン・ニューマン | シボレー | スチュワート・ハース・レーシング     |
| 9  | 07 | ケイシー・メアーズ   | シボレー | リチャード・チルドレス・レーシング   |
| 10 | 5  | マーク・マーティン   | シボレー | ヘンドリック・モータースポーツ       |

予選落ち： ブラッド・ケセロウスキー (#25), マックス・パピス (#13), デリック・コープ (#75), デヴィッド・スター #06

### ポコノ500
| 1  | 14 | トニー・スチュワート       | シボレー | スチュワート・ハース・レーシング     |
| 2  | 99 | カール・エドワーズ         | フォード | ラウシュ・フェンウェイ・レーシング   |
| 3  | 00 | デヴィッド・ロイテマン     | トヨタ   | マイケル・ウォルトリップ・レーシング |
| 4  | 24 | ジェフ・ゴードン           | シボレー | ヘンドリック・モータースポーツ       |
| 5  | 39 | ライアン・ニューマン       | シボレー | スチュワート・ハース・レーシング     |
| 6  | 47 | マーコス・アンブローズ     | トヨタ   | JTGドハティ・レーシング              |
| 7  | 48 | ジミー・ジョンソン         | シボレー | ヘンドリック・モータースポーツ       |
| 8  | 42 | ファン・パブロ・モントーヤ | シボレー | アーンハート・ガナッシ・レーシング   |
| 9  | 31 | ジェフ・バートン           | シボレー | リチャード・チルドレス・レーシング   |
| 10 | 77 | サム・ホーニッシュJr.      | ダッジ   | ペンスキー・レーシング               |

予選落ち： デリック・コープ (#75), マイク・ウォレス (#64), トニー・レインズ (#37)

### ライフロック400
| 1  | 5  | マーク・マーティン         | シボレー | ヘンドリック・モータースポーツ     |
| 2  | 24 | ジェフ・ゴードン           | シボレー | ヘンドリック・モータースポーツ     |
| 3  | 11 | デニー・ハムリン           | トヨタ   | ジョー・ギブス・レーシング         |
| 4  | 99 | カール・エドワーズ         | フォード | ラウシュ・フェンウェイ・レーシング |
| 5  | 16 | グレッグ・ビッフル         | フォード | ラウシュ・フェンウェイ・レーシング |
| 6  | 42 | ファン・パブロ・モントーヤ | シボレー | アーンハート・ガナッシ・レーシング |
| 7  | 14 | トニー・スチュワート       | シボレー | スチュワート・ハース・レーシング   |
| 8  | 2  | カート・ブッシュ           | ダッジ   | ペンスキー・レーシング             |
| 9  | 83 | ブライアン・ヴィッカーズ   | トヨタ   | レッドブル・レーシング・チーム     |
| 10 | 33 | クリント・ボウヤー         | シボレー | リチャード・チルドレス・レーシング |

予選落ち： マイク・スキナー (#36)

### トヨタ/セーブマート350
| 1  | 9  | ケイシー・ケーン           | ダッジ   | リチャード・ペティ・モータースポーツ |
| 2  | 14 | トニー・スチュワート       | シボレー | スチュワート・ハース・レーシング     |
| 3  | 47 | マーコス・アンブローズ     | トヨタ   | JTGドハティ・レーシング              |
| 4  | 48 | ジミー・ジョンソン         | シボレー | ヘンドリック・モータースポーツ       |
| 5  | 11 | デニー・ハムリン           | トヨタ   | ジョー・ギブス・レーシング           |
| 6  | 42 | ファン・パブロ・モントーヤ | シボレー | アーンハート・ガナッシ・レーシング   |
| 7  | 44 | A.J.アルメンディンガー     | ダッジ   | リチャード・ペティ・モータースポーツ |
| 8  | 33 | クリント・ボウヤー         | シボレー | リチャード・チルドレス・レーシング   |
| 9  | 24 | ジェフ・ゴードン           | シボレー | ヘンドリック・モータースポーツ       |
| 10 | 19 | エリオット・サドラー       | ダッジ   | リチャード・ペティ・モータースポーツ |

予選落ち： スコット・スピード (#82), トム・ハバート (#27), クリス・クック (#37), ブライアン・シモ (#36)
NOTE：  スコット・スピード's team paid ジョー・ネメチェク to let Speed drive his car in this race.

### レノックス・インダストリアル・ツールズ301
| 1  | 20 | ジョーイ・ロガーノ       | トヨタ   | ジョー・ギブス・レーシング           |
| 2  | 24 | ジェフ・ゴードン         | シボレー | ヘンドリック・モータースポーツ       |
| 3  | 2  | カート・ブッシュ         | ダッジ   | ペンスキー・レーシング               |
| 4  | 00 | デヴィッド・ロイテマン   | トヨタ   | マイケル・ウォルトリップ・レーシング |
| 5  | 14 | トニー・スチュワート     | シボレー | スチュワート・ハース・レーシング     |
| 6  | 09 | ブラッド・ケセロウスキー | シボレー | フェニックス・レーシング             |
| 7  | 18 | カイル・ブッシュ         | トヨタ   | ジョー・ギブス・レーシング           |
| 8  | 77 | サム・ホーニッシュJr.    | ダッジ   | ペンスキー・レーシング               |
| 9  | 48 | ジミー・ジョンソン       | シボレー | ヘンドリック・モータースポーツ       |
| 10 | 9  | ケイシー・ケーン         | ダッジ   | リチャード・ペティ・モータースポーツ |

予選落ち： デクスター・ビーン (#51), テッド・クリストファー (#27)

### コークゼロ400
| 1  | 14 | トニー・スチュワート       | シボレー | スチュワート・ハース・レーシング     |
| 2  | 48 | ジミー・ジョンソン         | シボレー | ヘンドリック・モータースポーツ       |
| 3  | 11 | デニー・ハムリン           | トヨタ   | ジョー・ギブス・レーシング           |
| 4  | 99 | カール・エドワーズ         | フォード | ラウシュ・フェンウェイ・レーシング   |
| 5  | 2  | カート・ブッシュ           | ダッジ   | ペンスキー・レーシング               |
| 6  | 47 | マーコス・アンブローズ     | トヨタ   | JTGドハティ・レーシング              |
| 7  | 83 | ブライアン・ヴィッカーズ   | トヨタ   | レッドブル・レーシング・チーム       |
| 8  | 17 | マット・ケンゼス           | フォード | ラウシュ・フェンウェイ・レーシング   |
| 9  | 42 | ファン・パブロ・モントーヤ | シボレー | アーンハート・ガナッシ・レーシング   |
| 10 | 19 | エリオット・サドラー       | ダッジ   | リチャード・ペティ・モータースポーツ |

予選落ち： マイク・ウォレス (#64), マックス・パピス (#13)
NOTE：  レーガン・スミス's team made an agreement with マイク・ウォレス's team, which withdrew, allowing Smith to race.

### ライフロック・ドットコム400
| 1  | 5  | マーク・マーティン         | シボレー | ヘンドリック・モータースポーツ       |
| 2  | 24 | ジェフ・ゴードン           | シボレー | ヘンドリック・モータースポーツ       |
| 3  | 9  | ケイシー・ケーン           | ダッジ   | リチャード・ペティ・モータースポーツ |
| 4  | 14 | トニー・スチュワート       | シボレー | スチュワート・ハース・レーシング     |
| 5  | 11 | デニー・ハムリン           | トヨタ   | ジョー・ギブス・レーシング           |
| 6  | 39 | ライアン・ニューマン       | シボレー | スチュワート・ハース・レーシング     |
| 7  | 83 | ブライアン・ヴィッカーズ   | トヨタ   | レッドブル・レーシング・チーム       |
| 8  | 48 | ジミー・ジョンソン         | シボレー | ヘンドリック・モータースポーツ       |
| 9  | 33 | クリント・ボウヤー         | シボレー | リチャード・チルドレス・レーシング   |
| 10 | 42 | ファン・パブロ・モントーヤ | シボレー | アーンハート・ガナッシ・レーシング   |

予選落ち： マイク・ウォレス (#64), デクスター・ビーン (#51), トニー・レインズ (#37)

### オールステート400・アット・ザ・ブリックヤード
| 1  | 48 | ジミー・ジョンソン       | シボレー | ヘンドリック・モータースポーツ       |
| 2  | 5  | マーク・マーティン       | シボレー | ヘンドリック・モータースポーツ       |
| 3  | 14 | トニー・スチュワート     | シボレー | スチュワート・ハース・レーシング     |
| 4  | 16 | グレッグ・ビッフル       | フォード | ラウシュ・フェンウェイ・レーシング   |
| 5  | 83 | ブライアン・ヴィッカーズ | トヨタ   | レッドブル・レーシング・チーム       |
| 6  | 29 | ケヴィン・ハーヴィック   | シボレー | リチャード・チルドレス・レーシング   |
| 7  | 9  | ケイシー・ケーン         | ダッジ   | リチャード・ペティ・モータースポーツ |
| 8  | 00 | デヴィッド・ロイテマン   | トヨタ   | マイケル・ウォルトリップ・レーシング |
| 9  | 24 | ジェフ・ゴードン         | シボレー | ヘンドリック・モータースポーツ       |
| 10 | 17 | マット・ケンゼス         | フォード | ラウシュ・フェンウェイ・レーシング   |

予選落ち： スターリング・マーリン (#09), マックス・パピス (#13), デリック・コープ (#75)

### スノコ・レッドクロス・ペンシルベニア500
| 1  | 11 | デニー・ハムリン           | トヨタ   | ジョー・ギブス・レーシング           |
| 2  | 42 | ファン・パブロ・モントーヤ | シボレー | アーンハート・ガナッシ・レーシング   |
| 3  | 33 | クリント・ボウヤー         | シボレー | リチャード・チルドレス・レーシング   |
| 4  | 77 | サム・ホーニッシュJr.      | ダッジ   | ペンスキー・レーシング               |
| 5  | 9  | ケイシー・ケーン           | ダッジ   | リチャード・ペティ・モータースポーツ |
| 6  | 83 | ブライアン・ヴィッカーズ   | トヨタ   | レッドブル・レーシング・チーム       |
| 7  | 5  | マーク・マーティン         | シボレー | ヘンドリック・モータースポーツ       |
| 8  | 24 | ジェフ・ゴードン           | シボレー | ヘンドリック・モータースポーツ       |
| 9  | 2  | カート・ブッシュ           | ダッジ   | ペンスキー・レーシング               |
| 10 | 14 | トニー・スチュワート       | シボレー | スチュワート・ハース・レーシング     |

予選落ち： なし

### ヘルーバ・グッド・サワークリームディップス・アット・ザ・グレン
| 1  | 14 | トニー・スチュワート       | シボレー | スチュワート・ハース・レーシング                               |
| 2  | 47 | マーコス・アンブローズ     | トヨタ   | JTGドハティ・レーシング / マイケル・ウォルトリップ・レーシング |
| 3  | 99 | カール・エドワーズ         | フォード | ラウシュ・フェンウェイ・レーシング                             |
| 4  | 18 | カイル・ブッシュ           | トヨタ   | ジョー・ギブス・レーシング                                     |
| 5  | 16 | グレッグ・ビッフル         | フォード | ラウシュ・フェンウェイ・レーシング                             |
| 6  | 42 | ファン・パブロ・モントーヤ | シボレー | アーンハート・ガナッシ・レーシング                             |
| 7  | 2  | カート・ブッシュ           | ダッジ   | ペンスキー・レーシング                                         |
| 8  | 13 | マックス・パピス           | トヨタ   | ジャーメイン・レーシング                                       |
| 9  | 33 | クリント・ボウヤー         | シボレー | リチャード・チルドレス・レーシング                             |
| 10 | 11 | デニー・ハムリン           | トヨタ   | ジョー・ギブス・レーシング                                     |

予選落ち： ジョー・ネメチェク (#87), ブライアン・シモ (#36), and デヴィッド・ギリランド (#70).

### カーファックス400
| 1  | 83 | ブライアン・ヴィッカーズ | トヨタ   | レッドブル・レーシング・チーム       |
| 2  | 24 | ジェフ・ゴードン         | シボレー | ヘンドリック・モータースポーツ       |
| 3  | 88 | デイル・アーンハートJr.  | シボレー | ヘンドリック・モータースポーツ       |
| 4  | 99 | カール・エドワーズ       | フォード | ラウシュ・フェンウェイ・レーシング   |
| 5  | 77 | サム・ホーニッシュJr.    | ダッジ   | ペンスキー・レーシング               |
| 6  | 07 | ケイシー・メアーズ       | シボレー | リチャード・チルドレス・レーシング   |
| 7  | 20 | ジョーイ・ロガーノ       | トヨタ   | ジョー・ギブス・レーシング           |
| 8  | 33 | クリント・ボウヤー       | シボレー | リチャード・チルドレス・レーシング   |
| 9  | 00 | デヴィッド・ロイテマン   | トヨタ   | マイケル・ウォルトリップ・レーシング |
| 10 | 11 | デニー・ハムリン         | トヨタ   | ジョー・ギブス・レーシング           |

予選落ち： トニー・レインズ (#37).

### シャーピー500
| 1  | 18 | カイル・ブッシュ        | トヨタ   | ジョー・ギブス・レーシング                                     |
| 2  | 5  | マーク・マーティン      | シボレー | ヘンドリック・モータースポーツ                                 |
| 3  | 47 | マーコス・アンブローズ  | トヨタ   | JTGドハティ・レーシング / マイケル・ウォルトリップ・レーシング |
| 4  | 16 | グレッグ・ビッフル      | フォード | ラウシュ・フェンウェイ・レーシング                             |
| 5  | 11 | デニー・ハムリン        | トヨタ   | ジョー・ギブス・レーシング                                     |
| 6  | 39 | ライアン・ニューマン    | シボレー | スチュワート・ハース・レーシング                               |
| 7  | 2  | カート・ブッシュ        | ダッジ   | ペンスキー・レーシング                                         |
| 8  | 48 | ジミー・ジョンソン      | シボレー | ヘンドリック・モータースポーツ                                 |
| 9  | 88 | デイル・アーンハートJr. | シボレー | ヘンドリック・モータースポーツ                                 |
| 10 | 17 | マット・ケンゼス        | フォード | ラウシュ・フェンウェイ・レーシング                             |

予選落ち： マックス・パピス (#13), マイク・スキナー (#36), マイク・ウォレス (#64), and アリック・アルミローラ (#09).

### ペプボーイズオート500
| 1  | 9  | ケイシー・ケーン           | ダッジ   | リチャード・ペティ・モータースポーツ |
| 2  | 29 | ケヴィン・ハーヴィック     | シボレー | リチャード・チルドレス・レーシング   |
| 3  | 42 | ファン・パブロ・モントーヤ | シボレー | アーンハート・ガナッシ・レーシング   |
| 4  | 00 | デヴィッド・ロイテマン     | トヨタ   | マイケル・ウォルトリップ・レーシング |
| 5  | 5  | マーク・マーティン         | シボレー | ヘンドリック・モータースポーツ       |
| 6  | 11 | デニー・ハムリン           | トヨタ   | ジョー・ギブス・レーシング           |
| 7  | 83 | ブライアン・ヴィッカーズ   | トヨタ   | レッドブル・レーシング・チーム       |
| 8  | 24 | ジェフ・ゴードン           | シボレー | ヘンドリック・モータースポーツ       |
| 9  | 39 | ライアン・ニューマン       | シボレー | スチュワート・ハース・レーシング     |
| 10 | 16 | グレッグ・ビッフル         | フォード | ラウシュ・フェンウェイ・レーシング   |

予選落ち： パトリック・カーペンティア (#36), トニー・レインズ (#37), and レーガン・スミス (#78).
DNQ For The Chase:  デイル・アーンハートJr. (#88), ジェフ・バートン (#31), ケヴィン・ハーヴィック (#29), ジョーイ・ロガーノ (#20).
Green indicates that the driver is in contention to make the 2009年のチェイスフォーザスプリントカップ
Yellow indicates that the driver is on the bubble to make the 2009年のチェイスフォーザスプリントカップ
Red indicates that the driver is eliminated from the Chase

### シェビー・ロックアンドロール400
| 1  | 11 | デニー・ハムリン         | トヨタ   | ジョー・ギブス・レーシング         |
| 2  | 2  | カート・ブッシュ         | ダッジ   | ペンスキー・レーシング             |
| 3  | 24 | ジェフ・ゴードン         | シボレー | ヘンドリック・モータースポーツ     |
| 4  | 5  | マーク・マーティン       | シボレー | ヘンドリック・モータースポーツ     |
| 5  | 18 | カイル・ブッシュ         | トヨタ   | ジョー・ギブス・レーシング         |
| 6  | 33 | クリント・ボウヤー       | シボレー | リチャード・チルドレス・レーシング |
| 7  | 83 | ブライアン・ヴィッカーズ | トヨタ   | レッドブル・レーシング・チーム     |
| 8  | 77 | サム・ホーニッシュJr.    | ダッジ   | ペンスキー・レーシング             |
| 9  | 29 | ケヴィン・ハーヴィック   | シボレー | リチャード・チルドレス・レーシング |
| 10 | 39 | ライアン・ニューマン     | シボレー | スチュワート・ハース・レーシング   |

"Out of Chase": カイル・ブッシュ (#18), マット・ケンゼス (#17), デヴィッド・ロイテマン (#00), クリント・ボウヤー (#33)